# Toimi Kankaanniemi

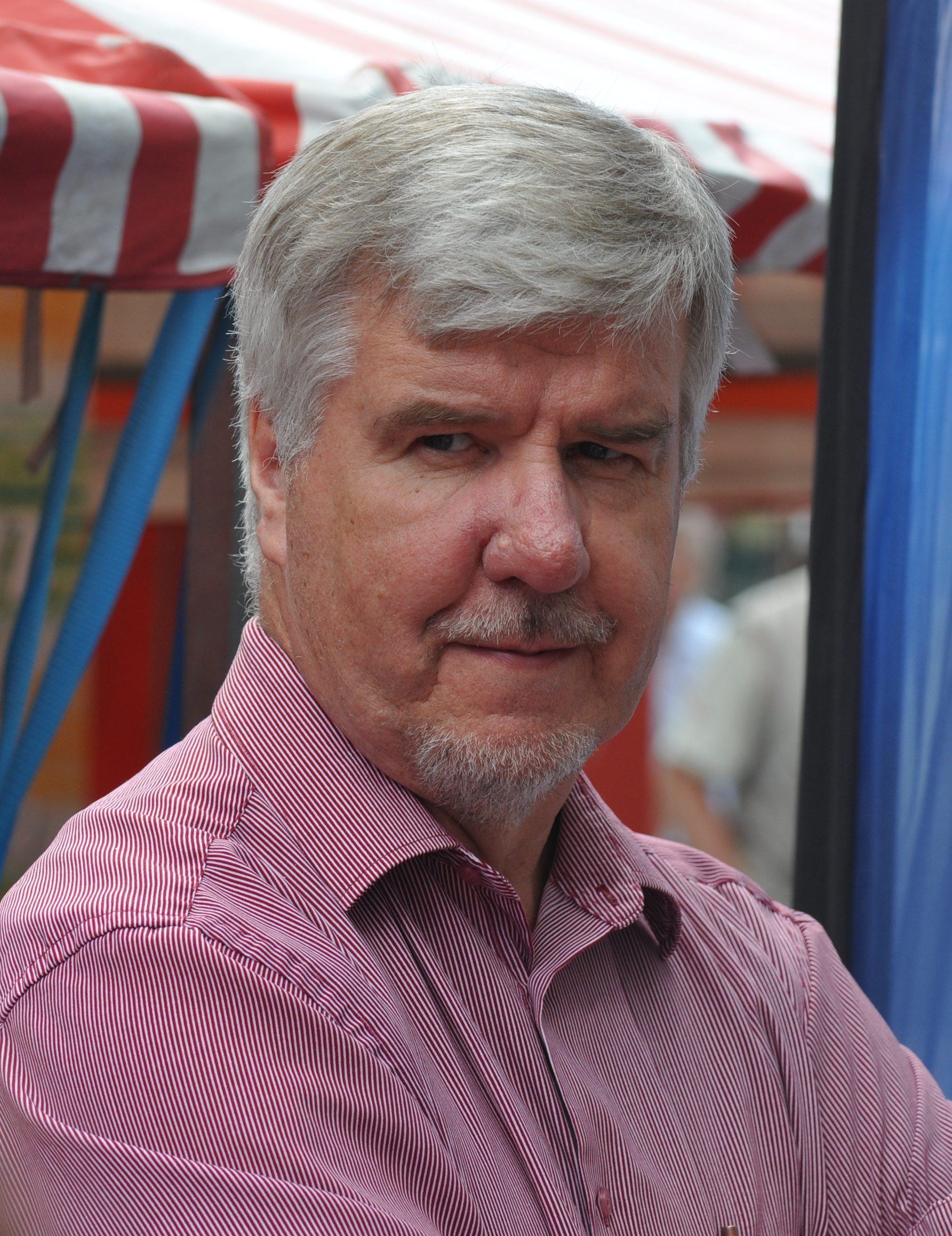
Toimi Kankaanniemi, 2014

Toimi Olavi Kankaanniemi (* 26. Februar 1950 in Tyrvää) ist ein Politiker der Finnischen Christdemokraten (KD).

## Studium und berufliche Laufbahn
Kankaanniemi absolvierte zunächst ein Studium der Sozialwissenschaften, das er 1971 mit einem Diplom abschloss. Anschließend folgte ein Studium des Kommunalverwaltungswesens an der Universität Tampere, das er 1975 ebenfalls mit einem Diplom beendete. Danach war er zunächst Gemeindesekretär und amtierender Bürgermeister der Gemeinde Siikainen. Von 1976 bis 1987 war er Gemeindesekretär und zeitweise stellvertretender Gemeindedirektor der Gemeinde Uurainen.

## Politische Laufbahn
Kankaanniemi begann seine politische Laufbahn am 21. März 1987 mit der Wahl zum Abgeordneten des Reichstages. Dort vertritt er seitdem die Interessen der Finnischen Christdemokraten (KD) des Wahlbezirks Mittelfinnland. Im derzeitigen Reichstag ist er Mitglied des Handelsausschusses sowie stellvertretendes Mitglied des Verkehrs- und Kommunikations- und des Landwirtschafts- und Forstausschusses.
Von 1989 bis 1995 war er Parteivorsitzender der KD. Während der (bisher einzigen) Beteiligung der KD an einer Regierung war er vom 26. April 1991 bis zum 28. Juni 1994 stellvertretender Außenminister sowie stellvertretender Sozial- und Gesundheitsminister im Kabinett von Esko Aho. Als er 1995 Fraktionsvorsitzender im Reichstag wurde, überließ er Bjarne Kallis den Parteivorsitz. Das Amt übte er allerdings nur ein Jahr lang aus. 
2011 schied Kankaanniemi aus dem Reichstag aus.